# Tupin-et-Semons
Tupin-et-Semons – miejscowość i gmina we Francji, w regionie Owernia-Rodan-Alpy, w departamencie Rodan.
Według danych na rok 1990 gminę zamieszkiwało 398 osób, a gęstość zaludnienia wynosiła 48 osób/km² (wśród 2880 gmin regionu Rodan-Alpy Tupin-et-Semons plasuje się na 1235. miejscu pod względem liczby ludności, natomiast pod względem powierzchni na miejscu 1255.).